# Det Sydfyenske Jernbaneselskab

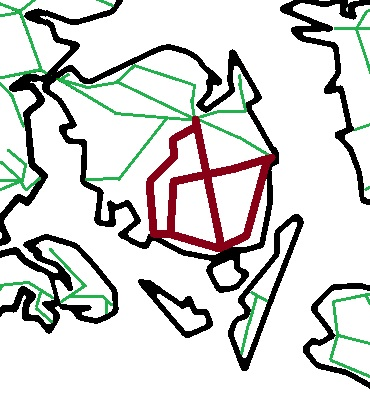
Sydfyenske Jernbaner

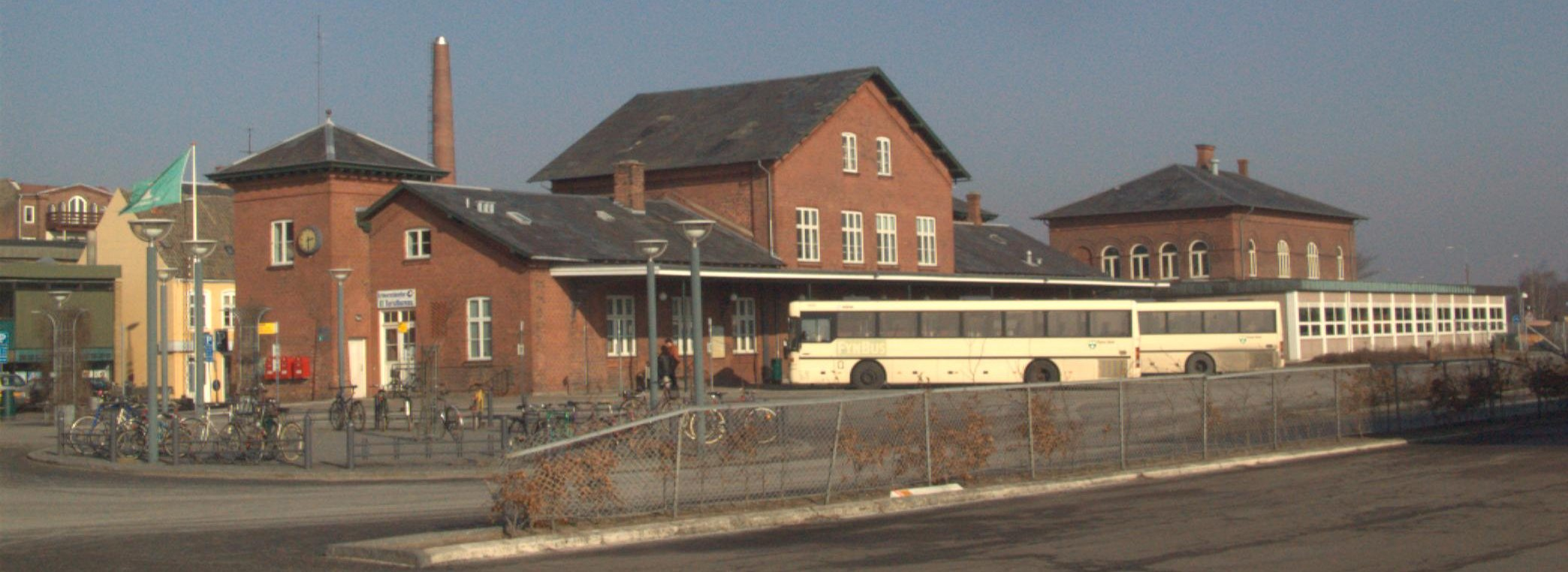
Rückseite des Bahnhofsgebäudes am Hafen von Fåborg, das heute als Busbahnhof von FynBus genutzt wird

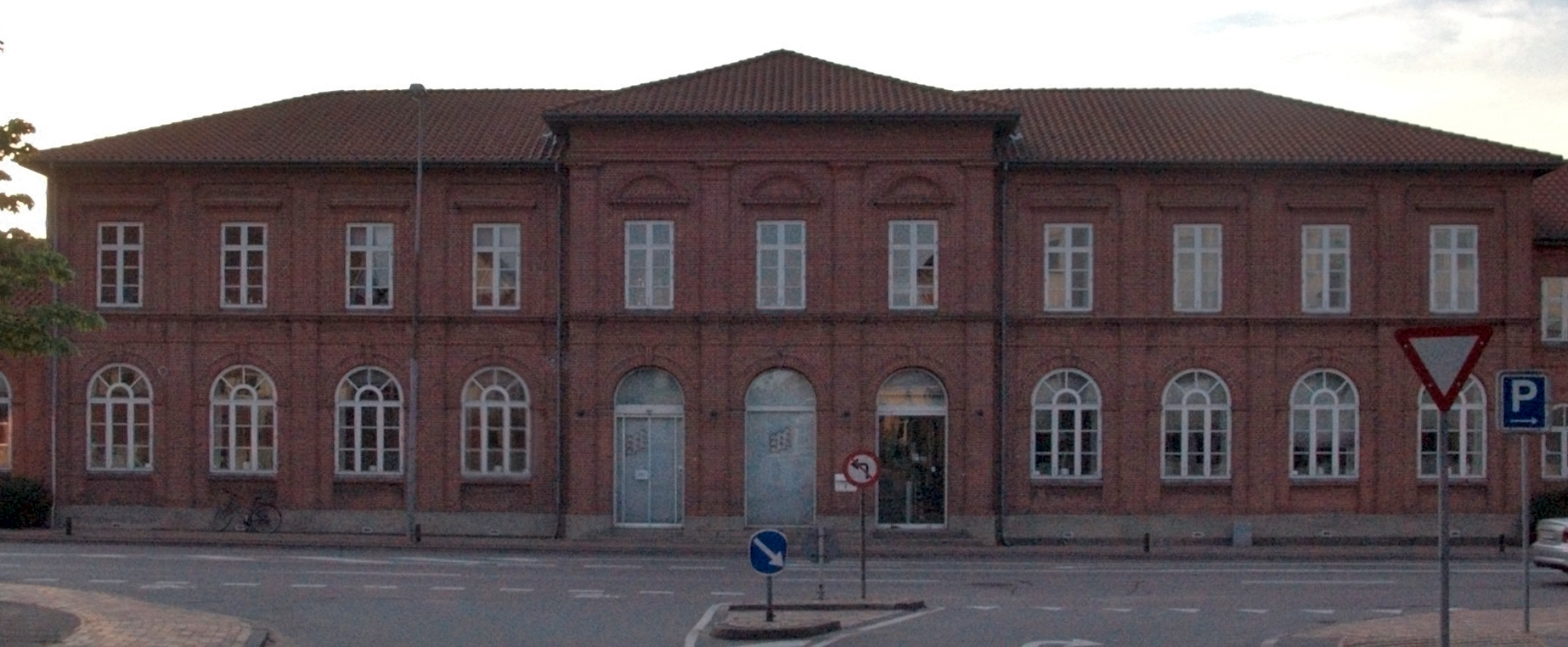
Bahnhof Odense Syd

Det Sydfyenske Jernbaneselskab, Kurzform Sydfyenske Jernbaner (SFJ) war eine dänische Eisenbahngesellschaft, die eine Reihe von Bahnstrecken in Südfünen baute und betrieb. Am 1. April 1949 ging das gesamte in Normalspur (1.435 mm) ausgeführte Netz der SFJ an die Danske Statsbaner (DSB) über. Dennoch blieben SFB, ONFJ und SNB bis zu ihrer Betriebseinstellung private Bahngesellschaften.

## Geschichte
Als erste private Eisenbahn auf der Insel Fünen und als erste Abzweigung von der staatlichen Bahnstrecke Nyborg–Strib wurde die Bahnstrecke Odense–Svendborg der privaten Svendborgbanen am 12. Juli 1876 eröffnet. Die Rechtsgrundlage für den Bau wurde mit einem Gesetz am 23. Mai 1873 geschaffen und die Konzession am 20. Mai 1874 erteilt. Diese Konzession wurde an die Det Sydfyenske Jernbaneselskab (SFJ) übertragen, die am 28. Mai 1874 in Ringe gegründet wurde. Ihr wurde der Auftrag zum Bau der Strecke übertragen.
Der Grund, dass diese Strecke privat errichtet wurde, war, dass die damalige Regierung glaubte, dass der Staat nur die Hauptstrecken des Landes bauen sollte, während die Nebenstrecken von privaten Interessenten mit staatlicher Hilfe errichtet werden sollten.
Die Situation entwickelte sich insoweit, dass Det Sydfyenske Jernbaneselskab nicht nur den Verkehr auf der Hauptstrecke Odense–Svendborg bestritt, sondern auch die anderen Strecken im Süden und Osten von Fünen.
Am 1. April 1882 eröffneten Danske Statsbaner (DSB) die Bahnstrecke Ringe–Faaborg, vermieteten sie aber von Anfang an SFJ, die den Betrieb durchführte. Ab dem 1. September 1897 übernahm SFJ die Betriebsführung auf der Bahnstrecke Ringe–Nyborg der Ringe–Nyborg Banen (RNB), ab 1. August 1902 die der privaten Bahnstrecke Svendborg N–Nyborg H der Svendborg–Nyborg Banen (SNB), ab 3. Oktober 1906 die der privaten Bahnstrecke Odense–Faaborg der Odense–Nørre Broby–Faaborg Jernbane (ONFJ) und endlich ab dem 25. November 1916 die der privaten Bahnstrecke Svendborg–Faaborg der Svendborg–Faaborg Banen (SFB).
Alle Strecken wurden von SFJ mit gemeinsamer Fahrzeugnutzung und gemeinsamem Personal bedient. Dadurch wurde die SFJ zu einer der größten privaten Eisenbahnverwaltungen in Dänemark. Durch eine weitere enge Zusammenarbeit mit Odense–Kerteminde–Martofte Jernbane (OKMJ) und Nordvestfyenske Jernbane (OMB) konnte das Unternehmen in verschiedenen Bereichen Vorteile erreichen wie etwa im maschinentechnischen Bereich. So baute SFJ eigene Dampflokomotiven nach eigenen und fremden Zeichnungen.
Auf Grund des hohen Kostendrucks in den 1930er-Jahren wurde vom Minister für öffentliche Arbeiten ein Komitee eingesetzt, das ab 1. Dezember 1939 einen Entwurf vorbereitete, um die Geschäftsbeziehungen mit der SFJ neu festzulegen. Am 10. März 1942 wurde der Bericht dieses Ausschusses vorgelegt. In ihm wurde vorgeschlagen, dass der Staat die Svendborgbanen übernehmen und bei der Nyborg–Ringe–Faaborg Banen die Betriebsführung übernehmen solle. Die übrigen Privatbahnen sollten wie bisher per Mietvertrag durch die SFJ geführt werden.
Mit ihnen sollte die SFJ so viel wie möglich verdienen, um die Pensionsverpflichtungen der Beschäftigten zu sichern. Während des Wirtschaftsbooms der Bahnstrecken während des Zweiten Weltkriegs wurde beschlossen, zum 1. April 1949 alle Bahnen der SFJ zu verstaatlichen. Dies brachte im Laufe der Jahre keine signifikante Verbesserung, so dass bis auf Svendborgbanen alle anderen Strecken nach und nach eingestellt wurden.

## An der SFJ beteiligte Bahngesellschaften
| Name                                | Abk. | Strecke                    | Inbetriebnahme    | Länge   | Stilllegung                                                                                  | Besonderes |
| ----------------------------------- | ---- | -------------------------- | ----------------- | ------- | -------------------------------------------------------------------------------------------- | --- |
| Svendborgbanen                      |      | Odense–Svendborg           | 12. Juli 1876     | 46,8 km |                                                                                              | |
| Nyborg–Ringe–Faaborg Banen          | RFB  | Ringe–Faaborg              | 1. April 1882     | 29,4 km | Personenverkehr 27. Mai 1962, Güterverkehr 1987, Abschnitt Ringe–Korinth einige Jahre länger | als Staatsbahn gebaut, von SFJ betrieben |
| Svendborg–Nyborg Banen              | SNB  | Svendborg N–Nyborg H       | 1. Juni 1897      | 36,9 km | 30. Mai 1964                                                                                 | |
| Ringe–Faaborg Banen                 | RFB  | Ringe–Faaborg              | 1. April 1882     | 29,4 km | 27. Mai 1962                                                                                 | ab 1. September 1897 betriebliche Einheit mit der Bahnstrecke Ringe–Nyborg als Nyborg–Ringe–Faaborg Banen (RNB). Zwischen Korinth und Faaborg betreibt die Syd Fyenske Veteranjernbane eine Museumsbahn. |
| Ringe–Nyborg Banen                  | RNB  | Ringe–Nyborg               | 1. September 1897 | 26,4 km | 27. Mai 1962                                                                                 | ab 1. September 1897 betriebliche Einheit mit der Bahnstrecke Ringe–Faaborg als Nyborg–Ringe–Faaborg Banen (RNB)                                                                                         |
| Odense–Nørre Broby–Faaborg Jernbane | ONFJ | Odense–Nørre Broby–Faaborg | 3. Oktober 1906   | 47,3 km | 22. Mai 1954                                                                                 | |
| Faaborg–Svendborg Jernbaneselskab   | SFB  | Svendborg–Faaborg          | 25. November 1916 | 26,4 km | 22. Mai 1954                                                                                 | |